# چغالک
چغالک، بادام رواندوزی (نام علمی: Amygdalus carduchorum) گونه‌ای از سرده بادام است.